# Issuu
Issuu Inc. – przedsiębiorstwo mediowe zajmujące się dystrybucją publikacji cyfrowych. Firma oferuje platformę internetową, która umożliwia wydawanie treści w formie elektronicznej.
Platforma Issuu pozwala na publikowanie szerokiej gamy materiałów: magazynów, gazet, broszur, katalogów, poradników itp.
Issuu zostało założone w 2006 roku w Kopenhadze. Siedziba Issuu Inc. mieści się w Palo Alto w amerykańskim stanie Kalifornia. Pozostałe biura firmy znajdują się w Kopenhadze, Berlinie i Nowym Jorku.
W ciągu miesiąca witryna Issuu odnotowuje ponad 40 milionów wizyt.